# Karin Moroder
Karin Moroder, född 30 november 1974 i Bolzano, är en italiensk längdåkare som startade sin internationella karriär 1994. Moroders största bedrift är ett brons i stafett från Nagano 1998.